# Мокрая Савалеевка
Мо́края Савале́евка — село в Буинском районе Республики Татарстан, административный центр Мокросавалеевского сельского поселения.

## География
Село находится на реке Карла, в 21 километре к западу от города Буинск.

## История
Село известно с 1662 года. В дореволюционных источниках упоминается также как Байбулатово, Мыгир.
В 18 - 1-й половине 19 веков жители относились к категории удельных (до 1797 года - дворцовые) крестьян. Занимались земледелием, разведением скота.
В начале 20 века земельный надел сельской общины составлял 831,5 десятины. До 1920 село входило в Тимбаевскую волость Буинского уезда Симбирской губернии. С 1920 года в составе Буинского кантона ТАССР. С 10 августа 1930 года в Буинском районе.

## Население
| 1795 | 1859 | 1880 | 1897 | 1910 | 1913 | 1920 | 1926 | 1938 | 1949 | 1958 | 1970 | 1979 | 1989 | 2002 | 2010 |
| ---- | ---- | ---- | ---- | ---- | ---- | ---- | ---- | ---- | ---- | ---- | ---- | ---- | ---- | ---- | ---- |
| 294  | 321  | 394  | 451  | 549  | 613  | 624  | 783  | 591  | 545  | 552  | 544  | 500  | 453  | 462  | 437  |

## Экономика
Полеводство, мясо-молочное скотоводство.

## Социальная инфраструктура
Дом культуры, библиотека, фельдшерско-акушерский пункт.

## Транспортная инфраструктура
Через село проходит автомобильная дорога регионального значения 16 ОП РЗ 16К-0612 (Вольный Стан - Яшевка).

## Мемориальные объекты
Обелиск павшим за Родину в Великой Отечественной войне, 1941-1945 годов.